# The Best American Series
' The Best American Series  è una raccolta di antologie in lingua inglese, pubblicata annualmente dalla casa editrice statunitense Houghton Mifflin Harcourt.
Ogni volume rappresenta un genere letterario o un soggetto tematico diverso, selezionando un insieme di testi dati alle stampe in Nord America durante i dodici mesi precedenti. I testi sono vagliati dal responsabile editoriale del volume e ulteriormente selezionati da un editore ospite, diverso da un anno all'alto, che è uno scrittore affermato all'interno del genere o tema oggetto del volume. I titoli esclusi dalla pubblicazione sono quasi sempre menzionati nell'appendice finale.

## Storia
The Best American Short Stories, pubblicata per la prima volta dal 1915, è la più antica serie antologica annuale degli Stati Uniti relativa alla letteratura sia romanzesca che reale. A partire dal 1986, furono aggiunti altri volumi annuali per fornire una selezione della migliore saggistica, dei testi relativi allo sport e alla natura.
Il progetto editoriale della Houghton Mifflin Harcourt è stato ripreso dalle più recenti serie Best American delle case editrici Harper Perennial e Palgrave Macmillan.

## Contenuto
Un'opera è ritenuta idonea per la serie se sono soddisfatti i seguenti requisiti:
- è stata pubblicata o è stata significativamente modificata nell'anno corrente  negli Stati Uniti, in Canada, in Messico o in Groenlandia;
- è stata pubblicata nativamente in lingua inglese ovvero se è stata pubblicata e tradotta in inglese dall'autore;
- l'autore proviene o vive principalmente in Nord America.

Inoltre, le pubblicazioni su Internet sono ammissibili se il loro pubblico include lettori nordamericani.
Molte edizioni sono un mix di autori affermati (ad esempio, Joyce Carol Oates, Michael Chabon, Lorrie Moore) con scrittori emergenti che hanno ottenuto un discreto successo (ad esempio: Benjamin Percy, Kyle Minor, Ander Monson). Le prefazioni ai singoli volumi sono scritte dai rispettivi responsabili editoriali, dai redattori ospiti e/o da altre celebrità quali l'attore Viggo Mortensen per il Nonrequired Reading o il cuoco britannico Jamie Oliver per le ricette.
I volumi sono pubblicati a settembre o ottobre di ogni anno e contengono testi letterari pubblicati nei dodici mesi precedenti. I titoli della serie in ordine cronologico dalla data della prima pubblicazione, sono i seguenti:
- The Best American Short Stories (prima edizione: 1915);
- The Best American Essays (primo numero: 1986);
- The Best American Sports Writing (primo numero: 1991);
- The Best American Mystery Stories (primo numero: 1997);
- The Best American Science and Nature Writing (primo numero: 2000);
- The Best American Travel Writing (primo numero: 2000);
- The Best American Nonrequired Reading (primo numero: 2002);
- The Best American Comics (primo numero: 2006);
- The Best American Science Fiction and Fantasy (primo numero: 2015);
- The Best American Food Writing (primo numero: 2018).